# 金紫荊星章
金紫荊星章（英語：Gold Bauhinia Star，縮寫GBS）是香港授勳及嘉獎制度下的其中一種勳章，頒授予對社會有重大貢獻或積極參與公共或志願服務而得到極高評價的人士。自1998年起開始頒授。如果他們曾是銀／銅紫荊星章得主，他們的稱號將會升級。

## 授勳名單

### 1998年
- 王永平先生，GBS，JP
- 吳光正先生，GBS，JP
- 范徐麗泰議員，GBS，JP
- 施德論先生，GBS，JP（Mr. John Estmond STRICKLAND, G.B.S., J.P.）
- 胡鴻烈博士，GBS，JP
- 許仕仁先生，GBS，JP[註 1][1]
- 鄒文懷先生，GBS
- 劉皇發議員，GBS，JP
- 鄭漢鈞博士，GBS，JP
- 謝志偉博士，GBS，JP
- 鄺其志先生，GBS，JP
- 羅康瑞先生，GBS，JP
- 譚惠珠女士，GBS，JP

### 1999年
- 方黃吉雯議員，GBS，JP
- 李東海先生，GBS，JP
- 唐翔千先生，GBS，JP
- 孫明揚先生，GBS，JP
- 馬天敏法官，GBS（The Honourable Mr. Justice John Barry MORTIMER, G.B.S.）
- 梁振英議員，GBS，JP
- 梁錦松先生，GBS，JP
- 陳祖澤先生，GBS，JP
- 黃匡源先生，GBS，JP
- 黃建立先生，GBS
- 廖子明法官，GBS
- 錢果豐議員，GBS，JP
- 霍羅兆貞女士，GBS，JP
- 鮑偉華法官，GBS（The Honourable Mr. Justice Noel Plunkett POWER, G.B.S.）
- 鄺漢生先生，GBS，JP
- 譚耀宗議員，GBS，JP
- 溫法德先生，GBS，JP（Mr. Ian George McCurdy WINGFIELD, G.B.S., J.P.）

### 2000年
- 李業廣議員，GBS，JP
- 唐英年議員，GBS，JP
- 鍾瑞明議員，GBS，JP
- 黃星華先生，GBS，JP
- 林煥光先生，GBS，JP
- 藍鴻震先生，GBS，JP
- 黎守律法官，GBS，JP（The Honourable Mr. Justice Gerald Paul NAZARETH, G.B.S., J.P.）
- 李國章教授，GBS，JP
- 吳家瑋教授，GBS
- 夏利萊博士，GBS，JP（Dr. Hari HARILELA, G.B.S., J.P.）
- 利漢釗博士，GBS，JP
- 梁乃鵬先生，GBS，JP
- 陳永棋先生，GBS，JP
- 陳有慶博士，GBS，JP
- 劉華森博士，GBS，JP
- 鍾期榮博士，GBS
- 薩秉達先生，GBS（Mr. Peter Dennis Antony SUTCH, G.B.S.）

### 2001年
- 俞宗怡女士，GBS，JP
- 葉澍堃先生，GBS，JP
- 田北俊議員，GBS，JP
- 李國寶議員，GBS，JP
- 劉漢銓議員，GBS，JP
- 王見秋法官，GBS
- 任志剛先生，GBS，JP
- 何佐芝先生，GBS，JP
- 夏佳理先生，GBS，JP（Mr. Ronald Joseph ARCULLI, G.B.S., J.P.）
- 徐展堂博士，GBS，JP
- 梁智鴻醫生，GBS，JP
- 黃乾亨博士，GBS，JP
- 鄔維庸醫生，GBS，JP
- 廖烈文先生，GBS，JP
- 羅仲榮先生，GBS，JP
- 范達理先生，GBS（Mr. James Kerr FINDLAY, G.B.S.）
- 許淇安先生，GBS
- 鄭家純先生，GBS
- 鮑磊先生，GBS（Mr. Martin Gilbert BARROW, G.B.S.）
- 謝仕榮先生，GBS

### 2002年
- 周德熙先生，GBS，JP
- 任關佩英女士，GBS，JP
- 葉劉淑儀女士，GBS，JP
- 李承仕先生，GBS，JP
- 周梁淑怡議員，GBS，JP
- 曾鈺成議員，GBS，JP
- 張信剛教授，GBS，JP
- 潘宗光教授，GBS，JP
- 譚尚渭教授，GBS，JP
- 胡國興法官，GBS
- 夏秉純先生，GBS，JP（Mr. Stuart Wreford HARBINSON, G.B.S., J.P.）
- 吳榮奎先生，GBS，JP
- 胡法光先生，GBS，JP
- 陳瑞球博士，GBS，JP
- 楊紫芝教授，GBS，JP
- 鄭維健博士，GBS，JP
- 蕭炯柱先生，GBS，JP
- 鄭張永珍博士，GBS

### 2003年
- 曾蔭培先生，GBS
- 梁紹中法官，GBS
- 李家祥議員，GBS，JP
- 黃宜弘議員，GBS
- 陳坤耀教授，GBS，JP
- 孔祥勉博士，GBS
- 羅范椒芬女士，GBS，JP
- 黎年先生，GBS，JP
- 林貝聿嘉女士，GBS，JP
- 林李翹如博士，GBS，JP
- 許智明博士，GBS，JP
- 鄭慕智先生，GBS，JP
- 羅嘉瑞醫生，GBS，JP
- 米高嘉道理先生，GBS（The Honourable Michael D. KADOORIE, G.B.S.）
- 何鴻燊博士，GBS
- 袁庚先生，GBS
- 梅賢玉先生，GBS（Mr. Simon Herbert MAYO, G.B.S.）
- 馮國經博士，GBS
- 馮紹波先生，GBS
- 詹康信先生，GBS（Mr. James Edward THOMPSON, G.B.S.）

### 2005年
- 馬　力議員，GBS，JP
- 吳清輝教授，GBS
- 呂志和博士，GBS，JP
- 楊永強醫生，GBS，JP
- 楊啟彥先生，GBS，JP
- 鄭海泉先生，GBS，JP
- 班　士先生，GBS（Mr. Eric Charles BARNES, G.B.S.）

### 2006年
- 陳智思議員，GBS，JP
- 盧耀楨工程師，GBS，JP
- 周厚澄先生，GBS，JP
- 余國春先生，GBS，JP
- 李麗娟女士，GBS，JP
- 蒙民偉博士，GBS

### 2007年
- 張建宗議員，GBS，JP
- 梁劉柔芬議員，GBS，JP
- 覺光法師，GBS
- 何世柱先生，GBS，JP
- 楊孫西博士，GBS，JP
- 何志平醫生，GBS，JP
- 廖秀冬博士，GBS，JP
- 李明逵先生，GBS
- 鄺廣傑大主教，GBS

### 2008年
- 鄭耀棠議員，GBS，JP
- 廖長城議員，GBS，SC，JP
- 張建東議員，GBS，JP
- 方正先生，GBS，JP
- 林中麟先生，GBS，JP
- 梁王培芳女士，GBS，JP
- 黃子欣博士，GBS，JP
- 胡定旭先生，GBS，JP

### 2009年
- 林瑞麟議員，GBS，JP
- 李少光議員，GBS，IDSM，JP
- 周一嶽議員，GBS，JP
- 史美倫議員，GBS，JP
- 張炳良議員，GBS，JP
- 張學明議員，GBS，JP
- 司徒冕副庭長，GBS（The Honourable Mr. Justice Michael STUART-MOORE, G.B.S.）
- 何鑄明先生，GBS，JP
- 蔡志明博士，GBS，JP
- 戴婉瑩女士，GBS，JP
- 伍沾德博士，GBS
- 馬時亨先生，GBS

### 2010年
- 曾德成先生，GBS，JP
- 林鄭月娥女士，GBS，JP
- 梁君彥議員，GBS，JP
- 李啟明先生，GBS，JP
- 周文耀先生，GBS，JP
- 許晉奎先生，GBS，JP
- 戴德豐博士，GBS，JP
- 尤曾家麗女士，GBS，JP
- 張震遠先生，GBS，JP[註 2]
- 陳鎮源先生，GBS，JP
- 麥齊光先生，GBS，JP
- 鄭經翰先生，GBS，JP

### 2011年
- 邱騰華議員，GBS，JP
- 鄭汝樺議員，GBS，JP
- 劉遵義議員，GBS，JP
- 胡紅玉議員，GBS，JP
- 林健鋒議員，GBS，JP
- 徐立之教授，GBS，JP
- 丁毓珠女士，GBS，JP
- 陳東博士，GBS，JP
- 鄭若驊女士，GBS，SC，JP
- 蔡瑩璧女士，GBS，JP
- 羅傑志法官，GBS，JP（The Honourable Mr. Justice Anthony Gordon ROGERS, G.B.S., J.P.）
- 蘇澤光先生，GBS，JP
- 鄧竟成先生，GBS，PDSM
- 許榮茂先生，GBS
- 郭美超法官，GBS (The Honourable Mrs. Justice Doreen Maria LE PICHON, G.B.S.)
- 劉吳惠蘭女士，GBS

### 2012年
- 陳家強議員，GBS，JP
- 蘇錦樑議員，GBS，JP
- 譚志源議員，GBS，JP
- 湯顯明博士，GBS
- 鄧國斌先生，GBS，JP
- 夏正民法官，GBS（The Honourable Mr. Justice Michael John HARTMANN, G.B.S.）
- 陳德霖先生，GBS，JP
- 梁卓偉教授，GBS，JP
- 劉兆佳教授，GBS，JP
- 陳南祿先生，GBS，JP
- 楊家聲先生，GBS，JP
- 鍾沛林先生，GBS，JP
- 何宣威先生，GBS，JP
- 李淑儀女士，GBS，JP
- 麥列菲菲教授，GBS，JP
- 詹伯樂工程師，GBS，JP（Ir. Ronald James BLAKE, G.B.S., J.P.）

### 2013年
- 石禮謙議員，GBS，JP
- 吳仕福先生，GBS，JP
- 李宗德先生，GBS，JP
- 李焯芬教授，GBS，JP
- 周永新教授，GBS，JP
- 楊敏德女士，GBS，JP
- 李祖澤先生，GBS
- 布仁立爵士，GBS（The Honourable Sir Gerard BRENNAN, G.B.S.）
- 陳淑良女士，GBS

### 2014年
- 司徒敬法官，GBS，JP（The Honourable Mr. Justice Frank STOCK, G.B.S., J.P.）
- 賀輔明勳爵，GBS（The Right Honourable the Lord HOFFMANN, G.B.S.）
- 區璟智女士，GBS，JP
- 陳振彬博士，GBS，JP
- 王國強博士工程師，GBS，JP
- 洪祖杭先生，GBS，JP
- 羅致光博士，GBS，JP
- 蔡冠深博士，GBS，JP
- 栢志高先生，GBS，JP（Mr. Duncan Warren PESCOD, G.B.S., J.P.）
- 楊立門先生，GBS，JP
- 鄔滿海先生，GBS

### 2015年
- 周松崗議員，GBS，JP
- 苗禮治勳爵，GBS（The Right Honourable the Lord MILLETT）
- 張宇人議員，GBS，JP
- 黃鴻超先生，GBS，JP
- 王英偉博士，GBS，JP
- 李家傑博士，GBS，JP
- 韋志成先生，GBS，JP
- 林樹哲先生，GBS
- 簡福飴先生，GBS
- 曾偉雄先生，GBS，PDSM
- 顧嘉煇先生，GBS
- 伍爾夫勳爵，GBS（The Right Honourable the Lord WOOLF of Barnes）
- 林建岳博士，GBS
- 蔡伯勵先生，GBS

### 2016年
- 黎棟國局長，GBS，IDSM，JP
- 黃錦星局長，GBS，JP
- 陳茂波局長，GBS，MH，JP
- 陳鑑林議員，GBS，JP
- 方剛議員，GBS，JP
- 杜溎峰法官，GBS
- 董建成先生，GBS，JP
- 王倩儀女士，GBS，JP
- 袁銘輝先生，GBS，JP
- 譚贛蘭女士，GBS，JP
- 紀文鳳女士，GBS，JP
- 彭耀佳先生，GBS，JP
- 楊釗博士，GBS，JP
- 劉長樂先生，GBS，JP
- 盧文端先生，GBS，JP
- 應家柏先生，GBS，JP
- 林廣兆先生，GBS
- 鄧國威先生，GBS，JP

### 2017年
- 吳克儉局長，GBS，JP
- 高永文局長，GBS，JP
- 張志剛先生，GBS，JP
- 楊偉雄先生，GBS，JP
- 張雲正先生，GBS，JP
- 蕭偉強先生，GBS，JP
- 馬紹祥先生，GBS，JP
- 孫德基先生，GBS，JP
- 黃定光議員，GBS，JP
- 陳健波議員，GBS，JP
- 馮　驊法官，GBS
- 羅智光先生，GBS，JP
- 邵善波先生，GBS，JP
- 何淑兒女士，GBS，JP
- 吳良好先生，GBS，JP
- 周振基教授，GBS，JP
- 馬豪輝先生，GBS，JP
- 高靜芝女士，GBS，JP
- 劉炳章先生，GBS，JP
- 李秀恒博士，GBS，JP
- 黃友嘉博士，GBS，JP
- 劉鳴煒先生，GBS，JP
- 鍾志平先生，GBS，JP
- 葉錫安先生，GBS，JP
- 林淑儀女士，GBS

### 2018年
- 廖柏嘉勳爵，GBS（The Right Honourable the Lord NEUBERGER of Abbotsbury, G.B.S.）
- 林宣武先生，GBS，JP
- 韓志強先生，GBS，JP
- 方潤華先生，GBS，JP
- 施文信先生，GBS，JP（Mr. Thomas Brian STEVENSON, G.B.S., J.P.）
- 袁國勇教授，GBS，JP
- 蒲祿祺先生，GBS，JP（Mr. Charles Nicholas BROOKE, G.B.S., J.P.）
- 鄭維新先生，GBS，JP
- 孔令成先生，GBS，JP
- 倫明高法官，GBS（The Honourable Mr. Justice Michael Victor LUNN, G.B.S.）

### 2019年
- 廖長江議員，GBS，JP
- 華學佳勳爵，GBS（The Right Honourable the Lord WALKER of Gestingthorpe, G.B.S.）
- 鄺保羅大主教，GBS
- 黃灝玄先生，GBS，JP
- 應耀康先生，GBS，JP
- 黎陳芷娟女士，GBS，JP
- 吳守基先生，GBS，MH，JP
- 唐家成先生，GBS，JP
- 梁智仁教授，GBS，JP
- 陳鎮仁博士，GBS，JP
- 卓永興先生，GBS，JP

### 2020年
- 盧偉聰先生，GBS，PDSM，JP
- 紀立信法官，GBS
- 馬逢國議員，GBS，JP
- 劉嫣華女士，GBS，JP
- 謝曼怡女士，GBS，JP
- 周達明先生，GBS，JP
- 黎以德先生，GBS，JP
- 唐智強先生，GBS，JP
- 陳婉嫻女士，GBS，JP
- 彭長緯先生，GBS，JP
- 譚錦球博士，GBS，JP
- 王冬勝先生，GBS，JP
- 劉怡翔先生，GBS，JP
- 龔俊龍先生，GBS，JP
- 吳換炎先生，GBS，MH，JP

### 2021年
- 黃國健議員，GBS，JP
- 盧偉國議員博士工程師，GBS，MH，JP
- 楊振權法官，GBS
- 麥偉德法官，GBS，SC，JP
- 張琼瑤女士，GBS，JP
- 謝凌潔貞女士，GBS，JP
- 容偉雄先生，GBS，JP
- 馮程淑儀女士，GBS，JP
- 鄭美施女士，GBS，JP
- 林世雄先生，GBS，JP
- 王惠貞女士，GBS，JP
- 余鵬春先生，GBS，JP
- 邱浩波先生，GBS，MH，JP
- 陳弘毅教授，GBS，JP
- 鄧清河先生，GBS，JP
- 李家誠先生，GBS，JP
- 姚志勝先生，GBS，JP
- 江樂士先生，GBS，SC

### 2022年
- 陳國基司長，GBS，IDSM，JP
- 黃偉綸副司長，GBS，JP
- 湯家驊議員，GBS，SC，JP
- 楊潤雄局長，GBS，JP
- 曾國衞局長，GBS，IDSM，JP
- 許正宇局長，GBS，JP
- 鄧炳強局長，GBS，IDSM，JP
- 陳清霞議員，GBS，JP
- 陳帆先生，GBS
- 陳肇始教授，GBS
- 聶德權先生，GBS
- 薛永恒先生，GBS
- 白韞六先生，GBS，IDSM
- 朱乃璋先生，GBS
- 李慧琼議員，GBS，JP
- 鄧忍光先生，GBS，JP
- 蔡淑嫻女士，GBS，JP
- 林大輝博士，GBS，JP
- 張華峰先生，GBS，JP
- 梁永祥教授，GBS，JP
- 許宗盛先生，GBS，MH，JP
- 陳家駒先生，GBS，JP
- 林天福先生，GBS，JP
- 歐陽伯權博士，GBS，JP
- 汪明荃博士，GBS

### 2023年
- 王天予女士，GBS，JP
- 司徒偉先生，GBS，JP (Mr Raj Sital MOTWAN)
- 易志明議員，GBS，JP
- 胡曉明教授，GBS，JP
- 范理申勳爵，GBS (The Right Honourable the Lord PHILLIPS of Worth Matravers)
- 張國榮先生，GBS，JP
- 陳淑薇女士，GBS，JP
- 黃玉山教授，GBS，JP
- 雷添良先生，GBS，JP
- 鄧日燊先生，GBS，JP

### 2024年
- 梁美芬議員，GBS，JP
- 袁家寧法官，GBS
- 陳守仁博士，GBS
- 利敏貞女士，GBS，JP
- 朱曼鈴女士，GBS，JP
- 黃智祖先生，GBS，JP
- 李國棟醫生，GBS，JP
- 容永祺博士，GBS，MH，JP
- 簡志豪先生，GBS，MH，JP
- 陳清泉教授工程師，GBS
- 陳維安先生，GBS
- 黃志祥先生，GBS

### 2025年
- 林定國司長，GBS，SBS，JP
- 林正財議員，GBS，SBS，JP
- 吳秋北議員，GBS，SBS，JP
- 蕭澤頤先生，GBS，PDSM
- 潘敏琦法官，GBS
- 彭寶琴法官，GBS
- 梁卓文先生，GBS，JP
- 李美嫦女士，GBS，JP
- 劉利群女士，GBS，JP
- 謝小華女士，GBS，JP
- 傅小慧女士，GBS，JP
- 麥德偉先生，GBS，JP
- 陳小玲女士，GBS，SBS，MH，JP
- 陳耀星先生，GBS，SBS，JP
- 施榮懷先生，GBS，BBS，JP
- 蔡加讚先生，GBS，BBS，JP
- 林高演博士，GBS，SBS
- 劉賜蕙女士，GBS，SBS，PDSM
- 區志光先生，GBS，PDSM
- 簡啟恩先生，GBS，PDSM